# دختر شایسته اخلاق (فیلم)
دختر شایسته (به انگلیسی: Miss Congeniality) فیلمی ۱۱۰ دقیقه‌ای به کارگردانی دونالد پتری با بازی ساندرا بولاک است.
در سال ۲۰۰۵ دنباله این فیلم با نام دختر شایسته اخلاق ۲: مسلح و شگفت‌انگیز ساخته شد.

## خلاصه
گریسی هارت» (بولاک)، یکی از مأموران سرسخت FBI به خاطر اخلاق بد و پرخاش گرش، دوستان زیادی ندارد. قابلیت‌های واقعی «گریسی» زمانی محک می‌خورد که محل برپایی مراسم انتخاب ملکهٔ زیبایی ایالات متحد مورد تهدید یک تروریست قرار می‌گیرد و او مأموریت می‌یابد تا با نفوذ در مراسم، به غائله خاتمه دهد. …